# Pierre Claver Maganga Moussavou
Pierre Claver Maganga Moussavou (Mouila, 8 de abril de 1952) es un político gabonés, que se desempeñó como vicepresidente de Gabón entre 2017 y 2019. Es presidente del Partido Socialdemócrata.

## Biografía
Nacido en una familia Punu, estudió historia económica en la Universidad Nacional de Gabón y luego en la Universidad de Rennes. Completó un doctorado en La Sorbona en solo dos años, y su tesis se publicó en francés e inglés a principios de los años 1980. Al regresar a Gabón en 1978, trabajó como inspector general de Finanzas, asesor económico y financiero del gobierno y luego administrador de fondos para el Fondo Monetario Internacional.
En 1990, fundó el Partido Socialdemócrata. Se postuló en las elecciones presidenciales de 1993 y 1998, sin tener éxito. Posteriormente, el presidente Omar Bongo lo designó para encabezar una sucesión de ministerios a lo largo de la década de 1990: planificación, agricultura, transporte, aviación civil y turismo.
Fue elegido alcalde del segundo distrito de Mouila en 2006, pero fue destituido al año siguiente, ya que la ley de Gabón prohibió a los parlamentarios actuar como representantes políticos locales. En la elección para reemplazarlo, inicialmente postuló a varios candidatos, pero posteriormente los retiró y anunció que su partido estaba boicoteando la votación. También interrumpió el conteo de la votación al llevar una urna a su casa durante varias horas.
Después de la muerte de Bongo, anunció su intención de presentarse en las elecciones presidenciales de 2009. Inicialmente se mantuvo como ministro de educación técnica en el gobierno interino de Paul Biyoghé Mba, pero luego de las críticas de otros partidos de la oposición, renunció a su cargo tres semanas antes de la elección. Sus propuestas principales fueron promover el crecimiento de la población a un objetivo de 5 000 000, para delegar más poder a las regiones, duplicar el salario mínimo y aumentar la transparencia financiera. Recibió el 0,76 % de los votos emitidos.
Tras su salida del gobierno en agosto de 2009, regresó a su banca en la Asamblea Nacional (cámara baja). El 6 de febrero de 2010, mientras discutía su trabajo parlamentario con personal de salud en Mouila, dijo que el Partido Socialdemócrata seguía siendo parte de la mayoría presidencial que apoyaba al presidente Ali Bongo. También habló positivamente del presupuesto para el año fiscal 2010, destacando la cantidad de dinero asignada para la inversión, aunque también criticó la falta de asignación de dinero a varios proyectos que se iniciaron durante la presidencia de Omar Bongo.
Participó en el diálogo político nacional de 2017 como representante de la oposición; siendo uno de los pocos líderes de la oposición que participaron en el diálogo, que fue boicoteado por Jean Ping y sus aliados. En el diálogo, actuó como uno de los dos copresidentes de la oposición, junto con René Ndemezo'o Obiang. Abogó por la eliminación de la prohibición de los parlamentarios de ocupar cargos electivos locales. Después del diálogo, fue nombrado vicepresidente de Gabón el 21 de agosto de 2017.
El 21 de mayo de 2019, fue destituido por el presidente junto con el ministro de Bosques y Medio Ambiente Guy-Bertrand Mapangou por estar involucrado en el tráfico ilegal de madera.